# Cypraea friendii
Cypraea friendii là một loài cowry, a ốc biển, là động vật thân mềm chân bụng sống ở biển trong họ Cypraeidae, họ ốc sứ.

## Hình ảnh

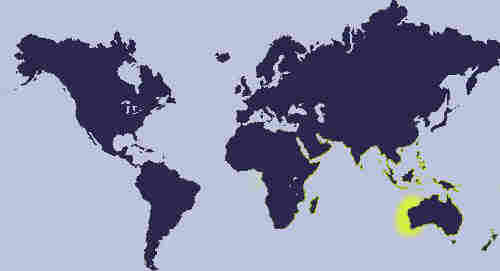